# Anders Nilsson (fysiker)
Anders R. Nilsson, född 1956 i Stockholm, är en svensk kemisk fysiker.
Anders Nilsson utbildade sig till kemiingenjör på Kungliga Tekniska högskolan i Stockholm med examen 1980. Han disputerade i fysik på Uppsala universitet 1989 på avhandlingen "Core Level Electron Spectroscopy Studies of Surfaces and Adsorbates". Han blev docent vid Uppsala universitet 1992 och professor där 2000. 
År 2008 blev han professor i Photon Science på Stanford University i Kalifornien i USA och från 2014 också professor i kemisk fysik vid Stockholms universitet.
Anders Nilssons rekrytering från Stanford University till en nyinrättad professur för detta ändamål finansierades för en tioårsperiod av Vetenskapsrådet enligt ett bidragsprogram för att rekrytera framstående forskare från utlandet ("internationellt erkända och ledande inom sitt forskningsområde" och meriterad som "professor av den högsta nivån vid ett av världens tio högst rankade universitet").

## Forskningsområden
Anders Nilsson och hans forskargrupp forskar bland annat om förståelse om vattnets egenskaper, vatten på molekylär nivå samt om kemisk katalys kopplad till energiomvandling på ytor, till exempel om reduktion av koldioxid.